# JSM Skikda
El Jeunesse Sportive du Médina Skikda (en español como Deportes Juveniles de Medina Skikda), conocido simplemente como JSM Skikda, es un equipo de fútbol de Argelia que juega en la Primera División de Argelia, la segunda categoría de fútbol en el país.

## Historia
Fue fundado el 8 de agosto de 1936 en la ciudad de Skikda con el nombre JSM Phelipville y sus colores eran verde y blanco, aunque el 8 de mayo de 1945 cambiaron a negro y blanco a causa de la masacre que hubo en las ciudades de Sétif, Guelma y Kherrata y tienen una V en el uniforme que significa victoria.
Tras la independencia de Argelia el club llegó a participar en el Campeonato Nacional de Argelia a mediados de la década de los años 1960s y llegó a la final de la Copa de Argelia en 1967 que perdió 0-1 ante el ES Sétif.
A finales de la década de los años 1980s el club regresó al Campeonato Nacional de Argelia luego de ganar la temporada de la Primera División de Argelia de manera invicta, imponiendo un récord dentro del fútbol argelino ya que ganó 18 y empató 14 de sus 32 partidos, algo que nunca había pasado en el país, aunque ese regreso a la primera categoría también fue su despedida luego de terminar en último lugar de la temporada.

## Palmarés

### Nacionales
- Primera División de Argelia: 3

1964/65, 1966/67, 1986/87
- División Nacional Aficionada de Argelia: 5

1965/66, 1997/98, 2001/02, 2007/08, 2014/15

### Internacionales
- Campeonato de África del Norte: 1

1945